# Robert Foltin
Robert Foltin (* 26. Oktober 1957 in Salzburg als Robert Ameshofer) ist ein österreichischer Autor.

## Leben
Foltin beschreibt sein Leben kurz und bündig: „Briefe austragen, Bücher verkaufen (Buchhandlung Winter), Sponti und Autonomer sein, kurz auch schwuler Aktivist, Kinder betreuen in einem alternativen Projekt (Kindergruppe Hofmühlgasse), Häuser besetzen, studieren (Sprachwissenschaft / Syntax / Phonologie - government phonology / Philosophie), als Projektleiter_in arbeiten (Phonologie und Psychophysiologie), Spracherkennungs-Software testen, Pressespiegel erstellen (Medienbeobachtung), jeden Donnerstag demonstrieren, schreiben, korrigieren, diskutieren (grundrisse), Werbung für meine Bücher …“
Den Namen Foltin trägt er aufgrund einer Ehe, die mittlerweile geschieden ist. Er bezeichnet sich als „politisch links seit 1976“ und aktuell als „arbeitsloser Autor“. Foltin war auch Autor der Zeitschrift grundrisse, die im Dezember 2014 eingestellt wurde.

## Publikationen
- Und wir bewegen uns doch. Soziale Bewegungen in Österreich. edition Grundrisse, Wien 2004, ISBN 3-9501925-0-6 (Text als PDF).
- mit Martin Birkner: (Post-)Operaismus. Von der Arbeiterautonomie zur Multitude. Geschichte & Gegenwart, Theorie & Praxis. Eine Einführung. Schmetterling-Verlag, Stuttgart 2006, ISBN 3-89657-597-X (2., erweiterte und mit einem Nachwort versehene Auflage. ebenda 2010, ISBN 978-3-89657-661-3).
- Die Körper der Multitude. Von der sexuellen Revolution zum queer-feministischen Aufstand. Schmetterling-Verlag, Stuttgart 2010, ISBN 978-3-89657-056-7.
- Und wir bewegen uns noch. Zur jüngeren Geschichte sozialer Bewegungen in Österreich (= Kritik & Utopie.). Mandelbaum, Wien 2011, ISBN 978-3-85476-602-5.
- Das Wien Museum besetzen? Zur Ausstellung „Besetzt! Kampf um Freiräume seit den 70ern in Wien.“ In: Kulturrisse. 0212, 2012, S. 52–53.
- Geschichte ist, wenn darüber gesprochen wird. Soziale Bewegungen und Archiv. In: Contraste. Jänner 2012, S. 3.
- Herbst 1918. Ein Anfang. edition Grundrisse, Wien 2013, ISBN 978-3-9501925-2-0.
- Autonome Theorien – Theorien der Autonomen? Mandelbaum, Wien 2015, ISBN 978-3-85476-631-5.
- Technologie und soziale Bewegungen (und ein bisschen Marxismus). In: Mona Singer (Hrsg.): Technik & Politik. Technikphilosophie von Benjamin und Deleuze bis Latour und Haraway. Löcker, Wien 2015, ISBN 978-3-85409-721-1, S. 193–209.
- Die Rote Garde in Wien. edition Grundrisse, Wien 2016, ISBN 978-3-9501925-7-5.
- Post-Autonomie. Von der Organisationskritik zu neuen Organisationsformen? (= Unrast transparent. Bewegungslehre. 6). Unrast, Münster 2016, ISBN 978-3-89771-137-2.
- Vor der Revolution. Das absehbare Ende des Kapitalismus. Mandelbaum, Wien 2020, ISBN 978-3-85476-694-0.
- Die Linke in Österreich. Eine Einführung. Mandelbaum, Wien, Berlin 2023, ISBN 978-3-99136-500-6.

## Nachweise
1. ↑  Robert Foltin: Über mich. (Memento vom 9. März 2014 im Internet Archive), Website des Schriftstellers.

| Personendaten    | Personendaten                                     |
| ---------------- | ------------------------------------------------- |
| NAME             | Foltin, Robert                                    |
| ALTERNATIVNAMEN  | Ameshofer, Robert (Geburtsname); Fuzi (Pseudonym) |
| KURZBESCHREIBUNG | österreichischer Autor                            |
| GEBURTSDATUM     | 26. Oktober 1957                                  |
| GEBURTSORT       | Salzburg                                          |